# 了徳密院
了徳密院（りょうとくみついん）は、兵庫県宝塚市に存在する東寺真言宗の寺院。

## 概要
1919年、了徳院の別院として建立される。
終戦から33年の1978年8月、「戦没者英霊礼拝堂」が建立される。日本全国の260万人の英霊を祀っている。屋上には実物大の日本軍の戦闘機の模型が設置されている。戦前の宝塚市は戦闘機の町だった。1941年に現在の阪神競馬場の場所には川西航空機宝塚製作所が設置され、1944年には宝塚大劇場が海軍に接収され航空隊の訓練基地となっていた。
戦没者英霊礼拝堂の建物の中には木彫りの観音像を中心として戦時中の写真や位牌が並んでおり、彼岸や盆の時には中を見ることができる。建物の入り口の掲示板には、特攻隊の兵士の遺書や、家族から特攻隊に宛てた手紙が張られている。
1995年の阪神・淡路大震災ではほとんどの建物が壊滅したが、1999年に復興。